# Kategoria Superiore (2017/2018)
Kategoria Superiore 2017/2018 – 79. edycja rozgrywek ligowych najwyższego poziomu piłki nożnej mężczyzn w Albanii. Brało w niej udział 10 drużyn, które w okresie od 9 września 2017 do 23 maja 2018 rozegrały 36 kolejek meczów. Obrońcą tytułu był Kukësi. Mistrzostwo po raz ósmy w swej historii zdobyła Skënderbeu. W tym roku bezpośrednio spadły dwie ostatnie drużyny.

## Uczestnicy
| Uczestnicy poprzedniej edycji                                                                                 | Uczestnicy poprzedniej edycji | Uczestnicy poprzedniej edycji | Uczestnicy poprzedniej edycji |
| --- | ----------------------------- | ----------------------------- | ----------------------------- |
| KUK | Kukësi                        | 1                             |                               |
| PAR | Partizani Tirana              | 2                             |                               |
| SKË | Skënderbeu Korcza             | 3                             |                               |
| LUF | Luftëtari                     | 4                             |                               |
| TEU | Teuta Durrës                  | 5                             |                               |
| LAÇ | KF Laçi                       | 6                             |                               |
| VLS | KF Vllaznia                   | 7                             |                               |
| FLV | Flamurtari Vlora              | 8                             |                               |
| Awans z Kategoria e Parë 2016/2017                                                                            |                               |                               |                               |
| KAM | KS Kamza                      | 1 (gr. A)                     |                               |
| LUS | KS Lushnja                    | 1 (gr. B)                     |                               |
| Oznaczenia: - kolumna pierwsza – skróty nazw drużyn, - kolumna trzecia – miejsce zajęte w poprzednim sezonie. |                               |                               |                               |

## Tabela
| Lp. | Drużyna           | M  | Z  | R  | P  | B+ | B- | +/– | Pkt | Kwalifikacja lub spadek                                     |
| --- | ----------------- | -- | -- | -- | -- | -- | -- | --- | --- | ----------------------------------------------------------- |
| 1   | Skënderbeu (M, P) | 36 | 22 | 6  | 8  | 68 | 41 | +27 | 72  |                                                             |
| 2   | Kukësi            | 36 | 18 | 9  | 9  | 61 | 41 | +20 | 63  | Kwalifikacja do Liga Mistrzów UEFA • I runda kwalifikacyjna |
| 3   | Luftëtari         | 36 | 16 | 11 | 9  | 47 | 37 | +10 | 59  | Kwalifikacja do Liga Europy UEFA • I runda kwalifikacyjna   |
| 4   | Laçi              | 36 | 16 | 8  | 12 | 45 | 39 | +6  | 56  | Kwalifikacja do Liga Europy UEFA • I runda kwalifikacyjna   |
| 5   | Partizani         | 36 | 15 | 8  | 13 | 41 | 36 | +5  | 53  | Kwalifikacja do Liga Europy UEFA • I runda kwalifikacyjna   |
| 6   | Flamurtari        | 36 | 11 | 13 | 12 | 37 | 37 | 0   | 46  |                                                             |
| 7   | Kamza             | 36 | 12 | 10 | 14 | 37 | 41 | −4  | 46  |                                                             |
| 8   | Teuta             | 36 | 12 | 10 | 14 | 55 | 58 | −3  | 46  |                                                             |
| 9   | Vllaznia (S)      | 36 | 12 | 8  | 16 | 38 | 42 | −4  | 44  | Spadek do Kategoria e Parë                                  |
| 10  | Lushnja (S)       | 36 | 2  | 5  | 29 | 29 | 86 | −57 | 11  | Spadek do Kategoria e Parë                                  |

1. ↑  Skënderbeu w marcu 2018 r. otrzymał zakaz udziału w europejskich zawodach przez dziesięć lat z powodu ustawianie meczów[1].
2. ↑  Ponieważ zwycięzcą Pucharu Albanii został Skënderbeu, miejsce w Lidze Europy przeszło na Partizani.

## Wyniki
| Gospodarz \ Gość | FLA | KAM | KUK | LAÇ | LUF | LUS | PAR | SKË | TEU | VLL | FLA | KAM | KUK | LAÇ | LUF | LUS | PAR | SKË | TEU | VLL |
| ---------------- | --- | --- | --- | --- | --- | --- | --- | --- | --- | --- | --- | --- | --- | --- | --- | --- | --- | --- | --- | --- |
| Flamurtari       |     | 1–0 | 1–1 | 0–1 | 0–0 | 3–1 | 1–0 | 1–1 | 0–0 | 2–0 |     | 2–2 | 1–2 | 0–0 | 0–1 | 2–0 | 1–2 | 0–3 | 3–1 | 1–1 |
| Kamza            | 0–3 |     | 2–2 | 3–1 | 0–1 | 2–1 | 1–0 | 1–1 | 1–1 | 1–0 | 1–0 |     | 0–1 | 1–2 | 0–0 | 2–1 | 0–1 | 1–2 | 1–2 | 0–0 |
| Kukësi           | 1–1 | 1–0 |     | 3–0 | 1–2 | 1–3 | 1–2 | 1–2 | 4–2 | 2–2 | 2–2 | 0–1 |     | 1–0 | 2–2 | 2–1 | 4–0 | 2–2 | 3–2 | 2–0 |
| Laçi             | 1–1 | 0–1 | 0–1 |     | 0–1 | 3–1 | 1–0 | 1–0 | 0–0 | 2–0 | 4–2 | 2–0 | 0–0 |     | 2–2 | 3–1 | 0–3 | 3–2 | 4–2 | 1–0 |
| Luftëtari        | 1–1 | 1–2 | 0–3 | 1–1 |     | 2–0 | 5–0 | 2–0 | 2–3 | 0–0 | 2–1 | 1–0 | 2–1 | 2–1 |     | 2–0 | 2–2 | 3–1 | 0–0 | 0–0 |
| Lushnja          | 0–1 | 0–0 | 0–2 | 0–3 | 0–0 |     | 0–3 | 1–3 | 2–1 | 0–2 | 0–2 | 2–3 | 1–2 | 1–3 | 1–2 |     | 1–1 | 2–4 | 2–3 | 0–2 |
| Partizani        | 0–1 | 2–1 | 0–0 | 0–2 | 2–0 | 0–0 |     | 0–0 | 2–1 | 3–1 | 1–0 | 0–1 | 1–3 | 0–0 | 3–0 | 6–0 |     | 0–1 | 1–3 | 2–0 |
| Skënderbeu       | 2–0 | 1–1 | 2–1 | 2–1 | 2–0 | 4–1 | 2–0 |     | 3–1 | 4–1 | 1–0 | 3–2 | 0–1 | 4–0 | 2–1 | 3–1 | 1–0 |     | 1–3 | 1–5 |
| Teuta            | 1–2 | 0–1 | 1–2 | 1–1 | 2–1 | 2–2 | 1–2 | 1–4 |     | 1–0 | 0–0 | 3–3 | 3–2 | 1–0 | 2–3 | 6–2 | 1–1 | 1–1 |     | 2–0 |
| Vllaznia         | 1–1 | 3–2 | 1–3 | 1–2 | 2–1 | 2–1 | 0–1 | 0–2 | 0–1 |     | 3–0 | 0–0 | 2–1 | 1–0 | 0–2 | 4–0 | 0–0 | 2–1 | 2–0 |     |

## Najlepsi strzelcy
| Bramki | Strzelcy       | Drużyna    |
| ------ | -------------- | ---------- |
| 21     | Ali Sowe       | Skënderbeu |
| 20     | Sindrit Guri   | Kukësi     |
| 18     | Reginaldo      | Laçi       |
| 13     | Kristal Abazaj | Luftëtari  |
| 13     | Sebino Plaku   | Kamza      |
| 12     | Elis Bakaj     | Kukësi     |
| 10     | Fatjon Sefa    | Lushnja    |
| 10     | James Adeniyi  | Skënderbeu |
| 10     | Myrto Uzuni    | Laçi       |
| 10     | Xhevahir Sukaj | Vllaznia   |

Źródło: soccerway

## Stadiony
| Flamurtari                       | Kamza                    | Kukësi               | Laçi                 | Luftëtari            |
| Stadiumi Flamurtari              | Stadiumi Kamza           | Stadiumi Zeqir Ymeri | Stadiumi Laçi        | Stadiumi Gjirokastra |
| Pojemność: 8 200                 | Pojemność: 5 200         | Pojemność: 10 000    | Pojemność: 2 300     | Pojemność: 8 400     |
|                                  |                          |                      |                      |                      |
| Lushnja                          | Partizani                | Skënderbeu           | Teuta                | Vllaznia             |
| Stadiumi Abdurrahman Roza Haxhiu | Stadiumi Selman Stërmasi | Stadiumi Skënderbeu  | Stadiumi Niko Dovana | Stadion Loro-Boriçi  |
| Pojemność: 8 500                 | Pojemność: 9 600         | Pojemność: 12 343    | Pojemność: 12 040    | Pojemność: 16 022    |
|                                  |                          |                      |                      |                      |